# Emilio Basaldúa
Emilio Basaldúa (Buenos Aires, Argentina, 1 de octubre de 1942 ) es un arquitecto, escenógrafo y vestuarista de reconocida actuación en el cine y el teatro, hijo del pintor Héctor Basaldúa.

## Actividad profesional
Obtuvo su diploma de arquitecto en la Universidad de Buenos Aires y realizó estudios complementarios en Francia, Reino Unido y Estados Unidos y a su regreso a Argentina Ingresó en 1971 como dibujante en el equipo de escenografía del Teatro Colón, en cuyo  Centro de Experimentación (CETC) hizo la escenografía y el vestuario de Il combattimento de Tancredi e Clorinda,de Claudio Monteverdi, Pierrot Lunaire , de Arnold Schoenberg (1990), El milagro secreto, Mozart variazionen  (1991) y Noche transfigurada, de Arnold Schönberg (1994); en el mismo teatro participó en las puestas en escena de las obras La ciudad ausente, de Gerardo Gandini y Ricardo Piglia, (1995), Macbeth  ópera en cuatro actos y diez cuadros con música de Giuseppe Verdi y libreto en italiano de Francesco Maria Piave y Andrea Maffei con régie de Jérome Savary (1998),  El Cónsul de Gian Carlo Menotti, con régie del autor (1999), Variété, de Mauricio Kagel, Falstaff drama jocoso en dos actos con música del compositor italiano Antonio Salieri, y libreto de Carlo Prospero Defranceschi basado en tema tomado de Las alegres comadres de Windsor de William Shakespeare (2001) y La Cenicienta, a saber la bondad triunfante -título original en italiano, La Cenerentola, ossia la bonta in triunfo- un drama jocoso en dos actos con música de Gioachino Rossini y libreto en italiano de Jacopo Ferretti, basado en el cuento de hadas La cenicienta de Charles Perrault, con régie de Sergio Renán (2012).
En cine realizó la dirección artística, entre otras palículas, de Cuerpos perdidos de Eduardo de Gregorio, (1989), (premio Cóndor de Plata a la Mejor Escenografía), Una sombra ya pronto serás de Héctor Olivera (1994), Premio Cóndor de Plata a la mejor escenografía, El impostor (1997),  Premio a la Mejor Dirección de Arte en el Festival Internacional del Nuevo Cine Latinoamericano de La Habana, Tango, de Carlos Saura (1998) presentada en el Festival de Cannes y nominada como Mejor Película extranjera en los premios Oscar y El mural de Héctor Olivera (2010), premio Cóndor de Plata a la mejor escenografía.
En el Teatro Avenida, fue autor de la escenografía de las óperas La bohème, de Puccini y Norma, de Vincenzo Bellini y de la zarzuela Doña Francisquita, denominada «comedia lírica», en tres actos, con libreto de Federico Romero Sarachaga y Guillermo Fernández-Shaw Iturralde, basada en la comedia La discreta enamorada de Félix Lope de Vega, con música del maestro Amadeo Vives; en el Teatro Argentino de La Plata, de La hija del regimiento -cuyo título original en francés es La fille du régiment- una ópera cómica en dos actos con música de Gaetano Donizetti y libreto en francés de Jean François Bayard y J. H. Vernoy de Saint-Georges, basado en una pieza de Carl Gollmick; en el espacio Centquatre-Paris de París, la escenografía para las obras Transcripción y en el Thàtre du Conservatoire, de la misma ciudad, para La Rosa, con música de Martin Matalon.

## Filmografía
Colaboró en las siguientes películas:
Dirección de arte
- El mural	2010
- El impostor	1997
- Pensando en él 2018
- Piazzolla, los años del tiburón (2018, Documental)
- Una sombra ya pronto serás 1994
- Cuerpos perdidos  1989
- El guerrero y la hechicera 1984 (como Emmett Baldwin)
- El último guerrero  1983
- Los viernes de la eternidad 1981

Ambientación
- No habrá más penas ni olvido	1983

Escenografía
- Tango	1998
- Cuerpos perdidos	1989
- El año del conejo	1987
- Expreso a la emboscada	1986
- El cazador de la muerte
- Pasajeros de una pesadilla	1984	...
- Kain, del planeta oscuro
- Plata dulce	1982
- Los viernes de la eternidad	1981
- Desde el abismo	1980
- Días de ilusión	1980
- El Fausto criollo	1979
- Los médicos	1978
- Los hombres sólo piensan en eso	1976
- El canto cuenta su historia	1976
- Triángulo de cuatro	1975
- El muerto	1975

Diseño de producción
- El mundo contra mí 1996
- Cuerpos perdidos	1989
- Desde el abismo 1980

## Televisión
Diseño de producción.
- Cuentos de Borges  (serie)

## Teatro
Colaboró, entre otras obras de teatro, en las siguientes:
Vestuarista
- Hamlet
- Seis ratones ciegos
- La gripe
- Égloga, farsa y misterio

Escenógrafo
- Hamlet
- Seis ratones ciegos
- La oca
- La visita
- Cifra
- Ceremonia secreta
- Norma (Diseñador de escenografía)
- La vuelta al hogar (Diseñador de escenografía)
- Don Gil de las Calzas Verdes
- La gripe
- ¿Qué quiere decir siempre?
- Égloga, farsa y misterio
- La gata sobre el tejado de zinc caliente (Diseñador de escenografía)
- Oscar y la Dama de Rosa
- Sueño de una noche de verano
- Ella en mi cabeza
- El gran regreso

Director
- Todos eran mis hijos

## Premios
Fue galardonado con el Diploma al mérito Konex en Escenografía en 2001 por la Fundación Konex, entidad en la cual fue jurado en el rubro Música Clásica en  los años 2009 y 2019. En 2007 recibió el  Premio Estrella de Mar por su escenografía de la obra Ella en mi cabeza del actor, autor y director Oscar Martínez. Fue nominado al Premio Ace 2013-2014 otorgado por la Asociación de Cronistas del Espectáculo de la Argentina en el rubro escenografía por su labor en la obra Incendios
En el Festival Internacional del Nuevo Cine Latinoamericano de La Habana obtuvo el Premio a la Mejor Dirección de arte por El impostor en 1997. La Academia de las Artes y Ciencias Cinematográficas de la Argentina le otorgó el Premio Sur de 2010 a la Mejor Dirección artística por la película El mural y la Asociación de Cronistas Cinematográficos de la Argentina lo galardonó con el Premio Cóndor de Plata de 2011 en el mismo rubro; esta Asociación lo había nominado en 1998 al Premio a la Mejor escenografía por El impostor y le otorgó el Premio a la Mejor escenografía por Una sombra ya pronto serás  (1994) y por Cuerpos perdidos (1989).Por su  parte la Academia Mexicana de Artes y Ciencias Cinematográficas lo nominó en 1999 al Premios Ariel a la mejor dirección artística por la película Tango  (1998) y en 2012 al mismo premio por El mural